# پیریحیی جمالی صوفی
پیریحیی جمالی صوفی از خوشنویسان صاحب‌نام سده هشتم هجری است. او از حلقه‌های مهم انتقال مرکز خوشنویسی اسلامی از بغداد به داخل ایران به شمار می‌آید.
پیریحیی جمالی صوفی از خوشنویسان دوران امیر جمال الدین شاه شیخ ابواسحاق (۷۲۱−۷۵۸ ق/ ۱۳۵۷ ۱۳۲۱ م)، معروف به شیخ ابو اسحاق و شاه شیخ، مشهورترین و واپسین فرمانروای خاندان اینجو بود که در اواخر دوره ایلخانان بر فارس و اصفهان فرمان می‌راند. پیریحیی از هنرمندان و خطاطانی بود که بسیار مورد توجه ابواسحاق بود.

## اساتید
پیریحیی جمالی را از شاگردان هفتگانه یاقوت مستعصمی، خوشنویس پرآوازه و کسی که خطوط ششگانه و به‌ویژه ثلث را به اوج رساند می‌دانند. همچنین او را در شمار شاگردان دیگر شاگردان یاقوت چون احمد رومی و خواجه مبارکشاه آورده‌اند.

## آثار
کتیبه سنگی مسجد جامع عتیق شیراز که حاوی جملاتی به زبان عربی در شان قرآن است به خط اوست. این کتیبه از نمونه‌های ارزنده هنر کتیبه‌نویسی به‌شمار می‌رود و ازارههای بالای عمارت در چهار طرف را با خط محقق آراسته که با روش معرق سنگ اجرا شده است.
در موزه پارس شیراز قرآنی ۳۰ پاره نگهداری می‌شود که آن را پیر یحیی جمالی صوفی در ۷۴۶ق به خط ثلث زیبایی کتابت کرده و تاشی خاتون مادر شاه اسحاق اینجو پس از آنکه در سال ۷۴۵ ه‍.ق تعمیرات اساسی در آرامگاه شاهچراغ انجام داد و بقعه، بارگاه، مدرسه عالی و مدفنی در جنوب آن برای خود ساخت آن را بر آستانهٔ شاه چراغ وقف کرده است. در نگاشتن این سی جزء قرآن از خط ریحان و رقاع هم استفاده شده و پیریحیی در ۷۴۵ و ۷۴۶ ه‍.ق/ ۱۳۴۴ و ۱۳۴۵ م به نام شیخ ابواسحاق کتابت کرده است.